# Dragon Ball (animirana serija)
Dragon Ball je japanska animirana (anime) serija s kraja osamdesetih godina dvadesetog stoljeća. Dragon Ball je adaptacija istoimenog manga stripa čiji je autor Akira Toriyama. Serija se sastoji od 153 epizode u trajanju od dvadeset i četiri minute, koje su se emitirale u Japanu od 26. veljače 1986. do 12. travnja 1989. godine. Za razliku od Japana u SAD-u originali Dragon Ball serijal nije doživio veliku glednost ali je zato njegov nasljednik Dragon Ball Z postao vrlo popularan na mreži Cartoon Network. U Hrvatskoj je Dragon Ball animiranu seriju prikazivala Nova TV.

## Radnja
Radnja serije smještena je u imaginaran svijet i prati avanture glavnog lika Gokua i njegovih prijatelja:Krillina, Bulme, Jamče i drugih. Radnja je uglavnom bazirana na potrazi za Zmajevim Kuglama (Dragon Balls). Postoji sedam Zmajevih Kugli, kada ih se skupi svih sedam na istom mjestu, pojavljuje se zmaj koji ispunjava jednu želju. Nakon ispunjenja želje zmaj nestaje i kugle bivaju razbacane po planetu. Prvih 365 dana od pojavljivanja zmaja kugle su obično kamenje, nakon čega se ponovno pretvore u Zmajeve Kugle.

## Dragon Ball
Toei Animation je proizveo anime serije koji temelji se na manga poglavlja, također pod nazivom Dragon Ball. Serija prikazana u Japanu Fuji televiziji 26. veljače 1986 do 12. travnja 1989, u trajanju 153 epizoda.
Harmony Gold SAD licencirane serije za engleskog jezika u SAD-u 1989.Harmony preimenovana u gotovo sve likove, na primjer, Goku je preimenovan u "Zero". Ova dub verzija testa-prodana u nekoliko gradova, ali je otkazana prije nego što bi se moglo emitirati do javnosti.
Godine 1995, Funimation Entertainment je kupio licencu za distribuciju Dragon Ball-a u SAD-u, kao i nastavak serije Dragon Ball Z.Trinaest epizoda emitirano u prvoj vožnji objavljivanja u jesen 1995. prije Funimation otkazan projekt zbog niske ocjene i odlučio da guraju njihove naglaskom na više akcije usmjerene Dragon Ball Z. Vidmark Zabave (kasnije poznat kao Trimark Slike) kupili kuću prava video distribucija za ove epizode pod nazivom negdje nakon toga.U ožujku 2001, nakon uspjeha Dragon Ball Z na Cartoon Networku,Funimation je najavio povratak Dragon Ball-a na američkoj televiziji, s novim engleskim audio zapisima proizvedenih u svojim Texas-based snimanje studiu, kao i nešto manje uređivanja, ostavljajući izvorne pozadinske glazbe.emitirano na Cartoon Network od 20. kolovoza 2001 do 1. prosinca 2003.Funimation također emitiraa serije na TV-Colors i na vlastitom Funimation kanalu s početkom u 2006.
Funimation počeo ispuštanje njihove in-house dub regije 1 DVD box seta u ožujku 2003. Svaki box set stavili engleski dub s originalnim japanskim audio zapisima s dodatnim engleskim titlovima. Međutim, oni nisu bili u stanju objaviti prvih trinaest epizoda u to vrijeme, zbog Lionsgate Entertainment koji drži prava na distribuciju u svojem prvobitno dubu iste epizode, nakon što ih je stekao od Trimark nakon što je tvrtka propala. Nakon Lionsgate dozvole za prvih trinaest epizoda istekao u 2009 Funimation remastered i ponovno pušten kompletan Dragon Ball serijal na DVD-u pet pojedinačnih sezoni okvir postavlja, uz prvi set izdanim je 15. rujna 2009 i konačnim setom objavljenim 27. srpnja, 2010.

## Dragon Ball Z
Nakon uspjeha Dragon Ball-a, nastao je Dragon Ball Z (Z ドラゴンボール (ゼット) Doragon bôru Zetto?, Obično skraćeno kao DBZ) koji je izravan nastavak na prvi serijal. Prvi put se prikazivao u Japanu na Fuji TV-u, 26. travnja 1989. Završio je 31. siječnja 1996. i ima sve ukupno 291 epizodu.
Nakon kratkog vijeka prijevoda Dragon Ball-a, 1995. Funimation produkcija je započela proizvodnju na engleskom jeziku za izdanje Dragon Ball Z-jia. Funimation je surađivao s kompanijom Saban entertaimnent za financiranje i distribuciju serije na televiziji, pod licencom Home Video Distribution Pioneer Entertainment (kasnije poznat kao Geneon Universal Entertainment), te potpisao ugovor s tvrtkom Ocean Productions za sinkronizaciju animea na engleskom jeziku i angažirao Shukia Levya da sastavi alternativni glazbeni rezultat. Serija se premijerno prikazivala u SAD-u, 13. rujna 1996. Programiranje je otkazano nakon dvije sezone zbog niske gledanosti. Sinkronizirani nastavci su se počeli ponovno prikazivati na Cartoon Networku preko tjedna u poslije-podnevnom terminu, te je serija postigla puno veću popularnost. Zbog uspjeha serije, Funimation je nastavio produkciju. Dragon Ball Z se vratio na američkoj televiziji, 13. rujna 1999. godine i emitirao se do 7. travnja 2004. godine.
Dragon Ball i Dragon Ball Z su se prvi put u Hrvatskoj prikazivali na Novoj TV, 2002. godine, na japanskom jeziku s hrvatskim titlovima. RTL Televizija je konačno počela emitirati Dragon Ball Z početkom 2011. s hrvatskom sinkronizacijom. 104 epizoda je prevedeno. Sinkronizacija nije kritički hvaljena. Također je osnovan internetski portal www.dbz.hr koji sadrži sve novosti o seriji, forume, vodiče, online igrice, ankete, opis likova te kratke sadržaje. Portal više nije aktivan.   

## Dragon Ball GT
Dragon Ball GT (GT ドラゴンボール (ジーティー) Doragon bôru Ji TI?, G (rand) T (naš) [4]).Na Fuji TV prvi put prikazan 2. veljače 1996 do 19. studeni 1997. Za razliku od prve dvije serije, ne temelji se na izvornoj Dragon Ball mangi.Serija je trajala 64 epizode.U Dragon Ball GT-u, Goku je se pretvorio natrag u dijete pomoću Black Star Dragon Balls i prisiljen putovati preko galaksije da ih pronađe.
Nakon uspjeha Dragon Ball-a i Dragon Ball Z-ija na Cartoon Networku, Funimation entertaimnet licencirani Dragon Ball GT za distribuciju u SAD-u. Funimation je dub serije emitiran na Cartoon Networku od 14. studenog 2003 u 16. travnja 2005.Televizijskog emitiranja su u početku preskočili prvi šesnaest epizoda serije. Umjesto toga, urednik Funimation sastava epizoda pod nazivom "Grand problem", koji koristi scene iz preskočene epizode sažeti priču.Preskočena epizoda, reklamira kao "The Lost Episodes", kasnije su emitirane nakon preostalih epizoda serije.
Funimation je kasnije izdao svoj dub dvojezičnih Regija 1 DVD-u dva seta sezone kutija, s prvi set izdan 9. prosinca, 2008 i konačnim setom objavljen 10. veljače 2009, koji je također istaknuta Dragon Ball GT TV.Na sličan način svoja DVD izdanja za Dragon Ball Z, DVD-box setovi imaju mogućnost slušanja engleski dubova uz izvorne japanske glazbe i rap pjesmu za TV emitiranje emisije (nadimak od strane navijača "Korak uGrand Tour ") je zamijenjen Engleski-prozvane verzije izvornog japanskog otvaranja i završetak pjesme. Funimation je kasnije objavio "Cijela serija" box set od Dragon Ball GT-a (koristeći isti diskove kao dva seta sezone, ali s različitim pakiranjima) 21. rujna 2010.

## Dragon Ball Hrvatska
2011. osnovana hrvatska internetska stranica u kojoj se mogu vidjeti novosti o Dbz-u.

## Vanjske poveznice
- http://dragonballzcroatia.weebly.com/index.html